# Nana (rapper)
Nana o Darkman, pseudonimo di Nana Kwame Abrokwa (Accra, 5 ottobre 1968), è un rapper e disc jockey tedesco, nato in Ghana e conosciuto per la hit Lonely (1997).

## Discografia
Album
- 1997 - Nana
- 1998 - Father
- 2004 - All Doors in Flight No. 7
- 2008 - 12 Y.O.
- 2010 - Stand Up

## Premi
Ha vinto due premi Echo nel 1998 e un Comet Award.